# Măncești
Măncești románul: Măncești, falu Romániában, Erdélyben, Fehér megyében. Közigazgatásilag Arada községhez tartozik.

## Fekvése
Arada (Horea) mellett fekvő település.

## Története
Mănceşti korábban Arada (Horea) része volt, 1956-ban vált külön településsé 160 lakossal.
1966-ban 146, 1977-ben 131, 1992-ben 87, a 2002-es népszámláláskor 76 román lakosa volt.